# Poelruitspanner
De poelruitspanner (Gagitodes sagittata, syn. Perizoma sagittata) is een nachtvlinder uit de familie van de spanners, de Geometridae.

## Kenmerken
De voorvleugellengte bedraagt tussen de 13 en 17 millimeter. De grondkleur van de voorvleugel is lichtbruin. Er is een opvallende witomrande donkerbruine of zwarte middenband, met een uitsteeksel richting de vleugelpunt.

## Waardplanten
De poelruitspanner gebruikt poelruit (Thalictrum flavum) als waardplant en is te vinden in vochtige biotopen. De rups leeft in augustus en september, de pop overwintert.

## Voorkomen
De soort komt verspreid over Eurazië voor.

### Nederland en België
De poelruitspanner is in Nederland een zeer zeldzame soort, die over het land verspreid kan worden gezien, met een accent op het zuiden van Friesland. Ook in België is de soort zeer zeldzaam, en bekend van een paar locaties in de provincies Oost-Vlaanderen en Antwerpen. De soort werd voorheen ook in Luxemburg gezien, maar is daar sinds 1980 niet meer waargenomen. De vlinder kent één jaarlijkse generatie die vliegt van halverwege juni tot en met juli.